# 弗兰肯费尔斯
弗兰肯费尔斯是奥地利下奥地利州圣帕尔滕兰县的一个市镇。总面积56.11平方公里，总人口2083人，人口密度37.1人/平方公里（2010年）。